# St. Daniel (Auer)

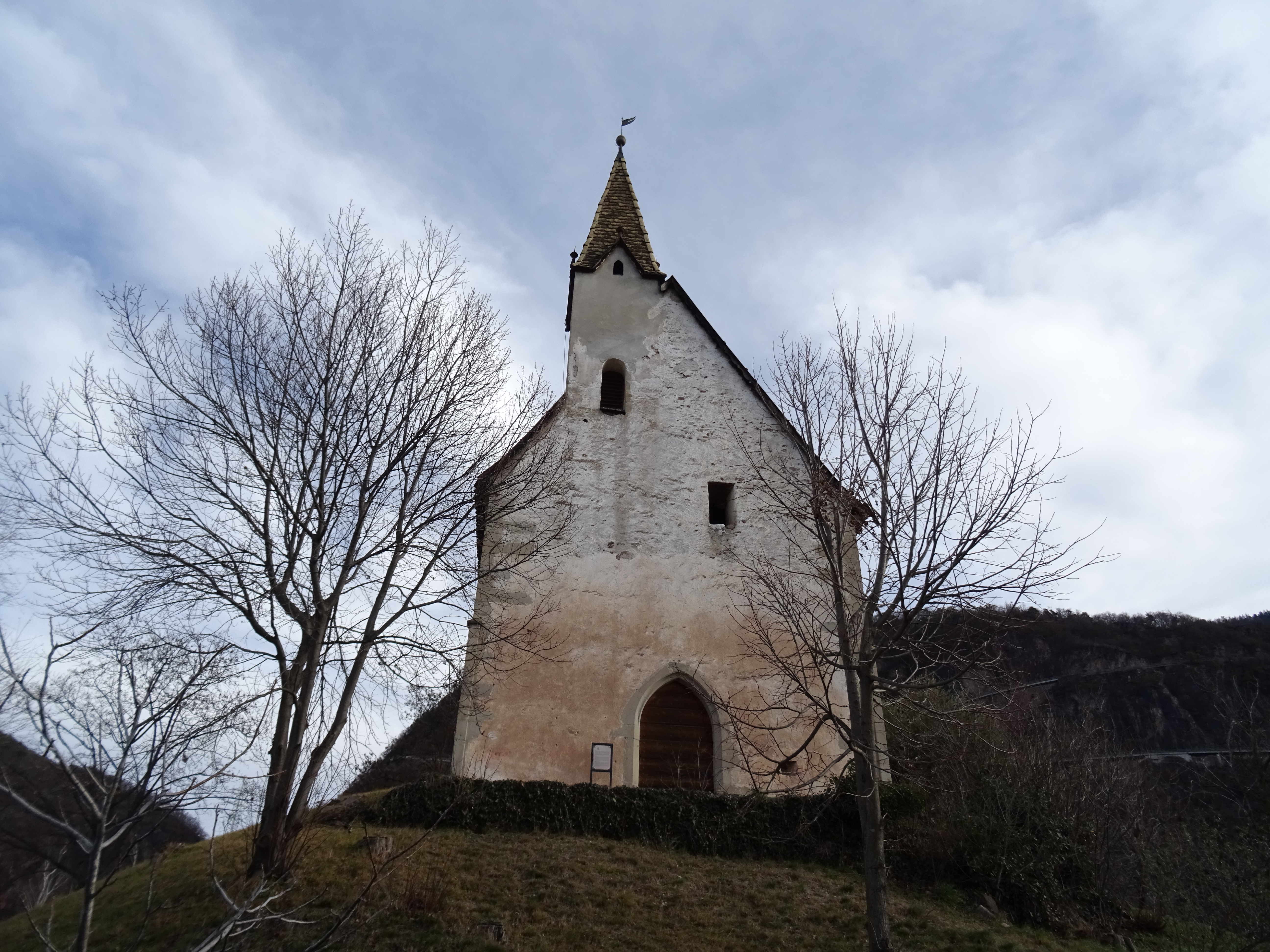
Kirche St. Daniel

Die römisch-katholische Kirche St. Daniel auf dem Kiechelberg in der Gemeinde Auer in Südtirol ist ein geschütztes Baudenkmal.

## Geschichte

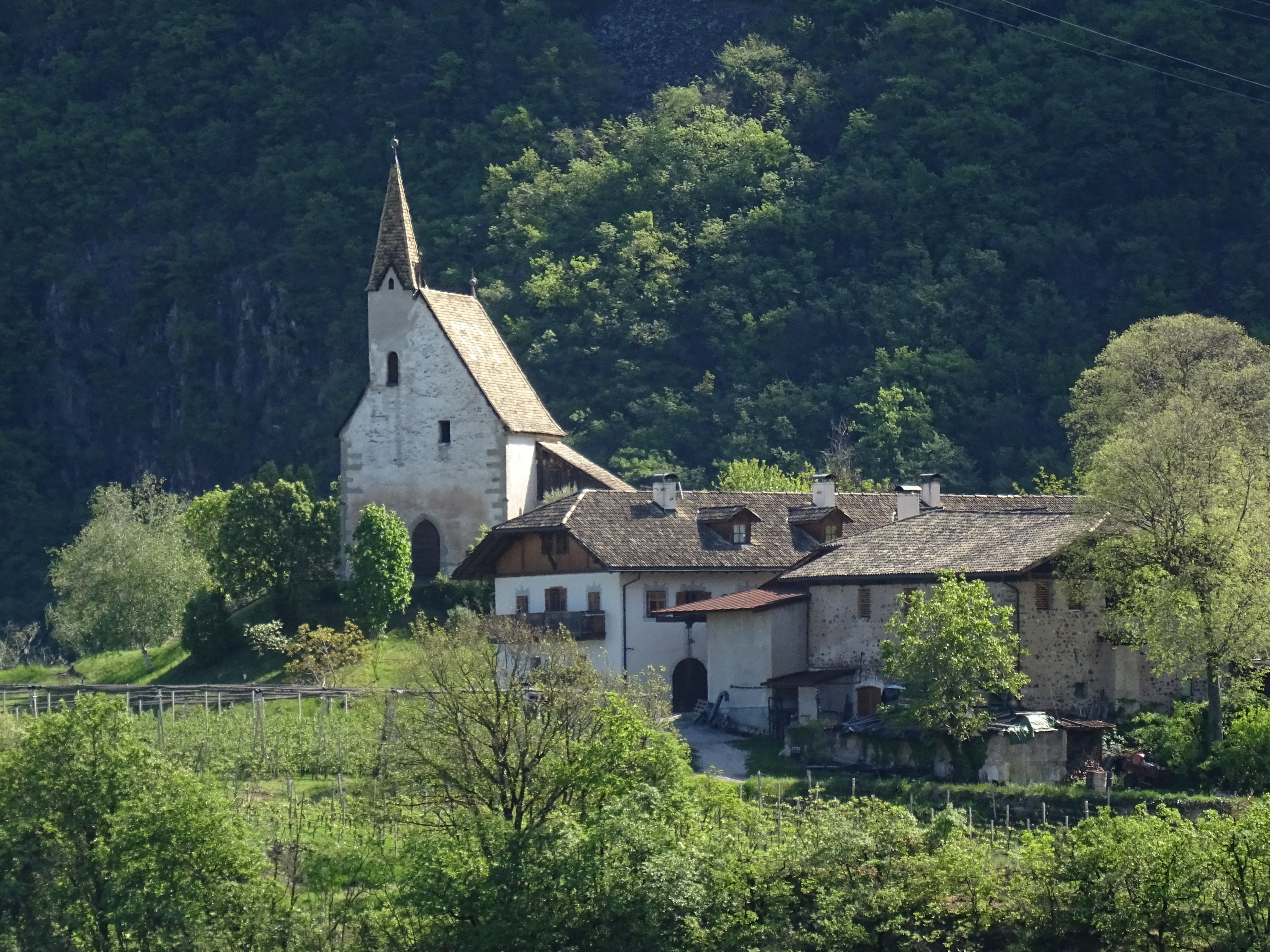
Kiechelberghof mit St. Daniel

Der alte Gutshof bzw. das Weingut Kiechelberghof, früher auch Danielshof genannt, mit der Hofkapelle St. Daniel wurde erstmals 1290 urkundlich im Urbar des Benediktinerklosters Sonnenburg als dorthin zinsbarer Hof erwähnt. Im Jahr 1322 ist in Aufzeichnungen der St.-Helena-Kirche von Aldein der örtliche Meierhof genannt, den ein Mager Ancius de sancto Daniele (Meier Heinz von St. Daniel) bewirtschaftet. Die heutige Kirche stammt im Kern aus dem 14. Jahrhundert. Im 15. Jahrhundert erfolgte eine Einwölbung und Umgestaltung im spätgotischen Stil. Später viel der Hof in bäuerlichen Besitz. 1867 war der Eigentümer des Kiechelberghofes Johann Tiefenthaler in Entiklar bei Kurtatsch, der laut Zeitungsannonce das Anwesen zum Verkauf anbot. Kirche und Gutshof stehen seit 13. Januar 1951 bzw. 9. Juni 1975 unter Denkmalschutz. Sanierungsmaßnahmen an St. Daniel wurden 1991 und 2012/13 vorgenommen.

## Beschreibung
Die Fresken der Nordwand mit Szenen aus dem Leben des Kirchenpatrons stiftete 1444 Peter Kaepek bzw. Katzbeck, möglicherweise ein Bozner Zöllner und damalige Besitzer des Kiechelberghofes, der auch die Einwölbung vornehmen ließ. Zur Ausstattung zählen ein wertvoller spätgotischer Flügelaltar von 1525, der im Zentrum Maria mit Kind, umgeben von den Hl. Daniel sowie den Hl. Gervasius, zeigt. Im Kirchturm hängen zwei Glocken aus der Zeit um 1500, die von einem unbekannten Gießer stammen.